# دورن
دورن (به آلمانی: Düren) یک شهر و شهرداری در آلمان است که در دورن واقع شده است.

## خصوصیات
دورن ۹۰٬۱۸۱ نفر جمعیت دارد.

## خواهرخوانده
شهرهای التمانستر، Cormeilles، کارادنیز ارغلی، گراداچاتس، جینهوا، استری، والنسین، لاشبروک و نشر (شهر) خواهرخوانده‌های دورن هستند.